# والتر داندي
والتر داندي (بالإنجليزية: Walter Dandy)‏‏ (6 أبريل 1886 في سيداليا - 19 أبريل 1946 في بالتيمور) هو جراح أعصاب وعالم أمريكي. يمثل واحدًا من الآباء المؤسسين للجراحة العصبية، جنبًا إلى جنب مع فيكتور هورسلي (1857 - 1916) وهارفي كوشينغ (1869 - 1939). يرجع فضل العديد من الابتكارات والاكتشافات الجراحية العصبية إلى داندي، بما في ذلك وصف دوران السائل الدماغي الشوكي في الدماغ، والعلاج الجراحي لاستسقاء الرأس، واختراع تقنيتي تصوير البطين الهوائي وتصوير الدماغ المحقون بالغاز، ووصف إجراء التنظير الداخلي للدماغ، وتأسيس أول وحدة رعاية مركزة (فوكس 1984، ص. 82) وأول شبك لأم الدم داخل القحفية، ما سمح بتمهيد انطلاقة الجراحة العصبية الدماغية الوعائية.
خلال مسيرته الطبية على مدار 40 عام، نشر داندي خمسة كتب وأكثر من 160 مقال خاضع لمراجعة الأقران مع استمراره في العمل كطبيب ممارس للجراحة العصبية الرائدة بدوام كامل، إذ أجرى في سنوات ذروته ما يقارب 1000 عملية جراحية في السنة (شيرمان وآخرون 2006). برز في ذلك الوقت بوصفه جراحًا سريعًا وبارعًا على وجه التحديد. ارتبط اسم داندي مع مدرسة طب جامعة جونز هوبكنز ومستشفى جونز هوبكنز طوال مسيرته المهنية الطبية. تزايدت أهمية مساهماته العديدة في الجراحة العصبية خاصة والطب عامة باستمرار مع تطور فرع الجراحة العصبية.

## المساهمات العلمية والسريرية

### مساهماته في جراحة الأطفال العصبية
تتمثل المساهمة العلمية الأولى لداندي في تقديمه الوصف التشريحي المفصل لجنين بشري بحجم 2 مم في مجموعة فرانكلين بّي مول. نُشرت هذه الورقة البحثية قبل تخرجه من كلية الطب بخمسة أشهر في عام 1910. في عامي 1911 و1913، وصف داندي التغذية الدموية والعصبية للغدة النخامية على الترتيب. في عامي 1913 و1914، نشر داندي مع كينيث د. بلاكفان ورقتين بحثيتين بارزتين حول إنتاج السائل الدماغي الشوكي ودورانه وامتصاصه بالإضافة إلى أسباب استسقاء الرأس والعلاجات الممكنة. يُعرّف استسقاء الرأس على أنه تراكم السائل الدماغي الشوكي داخل الدماغ، وغالبًا ما يُعتبر حالة مهددة للحياة عند تركه دون علاج. وصفا أيضًا نوعين من استسقاء الرأس، «الانسدادي» و«الاتصالي»، ما سمح بتأسيس إطار نظري لعلاج هذه الحالة. يعتبر العديد هذا العمل أحد أفضل الأبحاث الجراحية على الإطلاق. في الحقيقة، أخبر هالستد إدواردز أ. بارك وفق التقارير الواردة بأن «لن يتمكن داندي من إنجاز شيء بأهمية ذلك مرة أخرى. قلة من الرجال فقط قادرون على تقديم أكثر من مساهمة عظيمة واحدة للطب». (فوكس 1984، ص. 36). مع ذلك، أثبت داندي لاحقًا أنه واحد من «قلة الرجال» هؤلاء. يخصص جراحو أعصاب الأطفال الحديثون معظم وقتهم في تدبير حالات استسقاء الرأس.
تشوه داندي ووكر هو حالة تشوه خلقي مرتبطة باستسقاء الرأس. في عام 1921، أبلغ داندي عن حالة استسقاء في الرأس ناجمة عن إعاقة تدفق السائل الدماغي الشوكي من البطين الرابع. في عام 1944، وصف أ. إيرل ووكر (الذي أصبح في النهاية رئيس قسم الجراحة العصبية في مستشفى جونز هوبكنز) حالة مشابهة من الإعاقة الخلقية للتدفق من البطين الرابع. عُرفت هذه الحالة الشاذة الخلقية لاحقًا باسم كيس داندي ووكر. ترافقت هذه الحالة مع انغلاق ثقبتي لوشكا وماجندي (فتحتي التدفق في البطين الرابع)، وضمور المخيخ ودودة المخيخ، وتوسع البطين الرابع، واستسقاء الرأس وفي غالبية الأحيان ضمور الجسم الثفني.

### مساهماته في علم الأشعة العصبية
في عامي 1918 و1919، نشر داندي أوراقه البارزة حول تصوير البطين الهوائي وتقنية تصوير الدماغ المحقون بالغاز المرتبطة. رشحه هانس كرستيان جايكوبوس، رئيس جمعية نوبل في معهد كارولينسكا، لجائزة نوبل على مساهمته هذه في عام 1933 (ليغون 1998، ص. 607). سمحت تقنية تصوير البطين وتصوير الدماغ المحقون بالغاز لجراحي الأعصاب برؤية آفات الدماغ لأول مرة على صور الأشعة السينية. من أجل تحقيق ذلك، استُبدل الهواء المحقون مباشرة إلى داخل البطين (تصوير البطين) أو إلى داخل الحيز تحت العنكبوتي القطني (تصوير الدماغ المحقون بالغاز) بالسائل الدماغي الشوكي في البطين والحيز تحت الحنكبوتي. باعتباره أخصائي جراحة عامة، كان داندي على دراية بقدرة الهواء الحر في الحيز البريتواني على توضيح محتويات البطن بشكل مرئي. نشر ورقة بحثية عن هذه الظاهرة الشعاعية («استرواح الصفاق») في عام 1919 بالاستناد إلى الملاحظات السريرية التي أجراها في عام 1917. مع إنهائه فترة إقامته في عام 1918، نشر ورقة بحثية حول تصوير البطين الهوائي. لا يمكن المغالاة بأهمية مثل هذا النقلة التقدمية. وصفها صامويل جيه كرو بأنها «أعظم مساهمة فردية على الإطلاق في جراحة الدماغ». (فوكس 1984، ص. 43). أفاد غيلبرت هوراكس:
«لا يمكن المبالغة في التأكيد على أهمية هذه الوسيلة التشخيصية، ... من أجل تحديد أدق لمواقع الأورام التي لا يمكن التأكد من حالتها بدقة مطلقة. زودت المجال الجراحي على الفور بما لا يقل عن ثلث أورام الدماغ الإضافية التي فشلت أفضل الوسائل العصبية في تشخيصها وتحديد موقعها في السابق». (فوكس، ص. 45)
مع ذلك، تتمثل إحدى قيود تصوير البطين الهوائي في إحداث ثقب في الجمجمة من أجل تمرير الإبرة إلى الجهاز البطيني. في عام 1919، نشر داندي تقنية أقل بضعًا باسم تصوير الدماغ المحقون بالغاز. استخدمت هذه الطريقة حقن الهواء في الحيز تحت العنكبوتي للقناة الشوكية القطنية لتُنقل حقنة الهواء إلى الحيز تحت العنكبوتي حول الدماغ وفي النهاية إلى البطينات من خلال تغيير وضعية المريض. سمحت تقنية تصوير البطين وتصوير الدماغ المحقون بالغاز لجراحي الأعصاب بتحديد الموقع والحجم الدقيق للأورام والآفات واستهدافها بدقة فيما بعد في النهج الجراحي المتبع. تفردت هذه التقنية باعتبارها الطريقة الأكثر أهمية في تحديد مواقع آفات الدماغ حتى إدخال تصوير «سي تي» في سبعينيات القرن العشرين.

### مساهماته في عمليات الجراحة العصبية
بحلول عام 1919، بالكاد بعد عام واحد من إنهاء تدريبه الجراحي، برز داندي كما يُزعم باعتباره الجراح الأول في جونز هوبكنز. ذكر أبراهام فليكسنر، الذي كان على دراية تامة بأعمال مستشفى جونز هوبكنز وقدم في عام 1910 تقرير فليكسنر حول التعليم الطبي الأمريكي والكندي، في كتاباته في 30 يناير 1919:
«يميل الجميع في هذا المكان إلى اعتبار داندي الرجل المسؤول عن الجراحة. ... إذ يقتصر ظهور د. هالستد على أوقات قليلة الآن، يتحمل داندي مسؤولية كل شيء، وبقدر ما يمكنني الحكم فهو يفعل ذلك بشكل مثير للإعجاب. يظهر الإخلاص والثقة بجميع مساعديه ويعاملهم بطريقة جميلة للغاية...» (فوكس 1984، ص. 54)
استمر ظهور المزيد من ابتكارات داندي الجراحية بمعدل مذهل مع زيادة خبرته في إجراء العمليات الجراحية على الدماغ والنخاع الشوكي. وصف في عام 1921 عملية استئصال الأورام من المنطقة الصنوبرية، وفي عام 1922 الاستئصال الكامل لأورام الزاوية المخيخية الجسرية (بشكل بارز ورم العصب السمعي)، وفي عام 1922 أيضًا استخدام التنظير الداخلي في علاج موه الرأس («تنظير البطين الدماغي»)، وفي عام 1925 قطع العصب ثلاثي التوائم عند جذع الدماغ من أجل علاج ألم العصب ثلاثي التوائم، وفي عام 1928 علاج مرض منيير (الدوخة الدوارية المتكررة) من خلال قطع الأعصاب الدهليزية، وفي عام 1929 علاج الانزلاق الغضروفي في العمود الفقري، وفي عام 1930 علاج انفتال العنق المتشنج، وفي عام 1923 الاستئصال الكامل لنصف الكرة المخية من أجل علاج الأورام الخبيثة، وفي عام 1933 استئصال الأورام العميقة داخل الجهاز البطيني، وفي عام 1935 علاج الناسور السباتي الكهفي (سي سي إف إس)، وفي عام 1938 الربط أو «الشبك» لأم الدم داخل القحف وفي عام 1941 استئصال الأورام العينية. من المثير للإعجاب استمرار هذه العمليات الجراحية في الحدوث حاليًا وبنفس الطريقة الموصوفة بواسطة داندي. مع تقدم الطب، استُبدلت بعض العلاجات البديلة بمساهمات داندي الأخرى. على سبيل المثال، نشر داندي في عام 1943 عملية جراحية لعلاج ارتفاع ضغط الدم عبر قطع الأعصاب الودية، لكن أصبحت حالة ارتفاع ضغط الدم قابلة للعلاج الدوائي في القرن الواحد والعشرين.

### مساهماته في الجراحة العصبية الدماغية الوعائية
تبرز أهمية وصف داندي لجراحة شبك أم الدم داخل القحفية في عام 1938 على وجه التحديد في تمهيده ظهور التخصص الفرعي لجراحة الأعصاب الدماغية الوعائية. تمثل أم الدم كيسًا ناميًا من جدار الشريان في الدماغ. يؤدي تمزق أم الدم إلى موت 50% من المرضى على الفور مع توقع موت النسبة المتبقية في حال تمزقها مرة أخرى، الأمر الذي يحدث على الأرجح. في عام 1937، كانت أم الدم داخل القحفية مميتة حتمًا في حال تمزقها. في 23 مارس 1937، أجرى داندي عملية حج القحف الجبهي الصدغي (التي تعلمها من هوير) ووضع ملقط مرقئ على عنق أم الدم الموجودة على شريان خلفي ناشئ من الشريان السباتي. لا يمكن المغالاة في وصف البراعة التقنية اللازمة لتنفيذ هذه العملية بشكل ناجح، وخاصة دون الاستفادة من الميكروسكوب الجراحي. حتى في يومنا هذا، يجادل البعض بأن هذا النوع من العمليات الجراحية من أعقد الإجراءات التي ينفذها جراحو الأعصاب وأكثرها خطورة. شكّل ذلك أول محاولة جراحية ناجحة ومخطط لها في علاج مشكلة وعائية دماغية. دفعت هذه التجربة داندي في وقت لاحق من مسيرته المهنية إلى النجاح في علاج مجموعة متنوعة من مشاكل الدماغ الوعائية بالإضافة إلى أمهات الدم، مثل التشوهات الشريانية الوريدية (إيه في إم إس)، والتوصيلات الشريانية الوريدية (إيه في إف إس)، والنواسير السباتية الكهفية (سي سي إف إس) والتشوهات الكهفية. في عام 1944، قبل عامين على وفاته، نشر داندي كتابًا بعنوان أمهات الدم الشريانية داخل القحفية الذي لخص فيه تجربته مع هذه الآفات غير المتوقعة والمخيفة. في الوقت الحالي، أصبح أخصائي الجراحة العصبية الدماغية الوعائية رافاييل تامارغو أستاذ قسم والتر إي داندي لجراحة الأعصاب في جامعة جونز هوبكنز، إذ يشغل أيضًا منصب رئيس قسم جراحة الأعصاب الدماغية الوعائية، وهو القسم الذي أسسه داندي.

### «فريق الدماغ» الخاص بداندي
أسس داندي خدمة سريرية في مستشفى جونز هوبكنز بهدف تقديم الرعاية المتميزة لمرضاه من جهة وتدريب المقيمين والزملاء الجراحيين ليصبحوا جراحي أعصاب من جهة أخرى. أصبح هذا أحد الأنظمة الفعالة عالية التنظيم التي سمحت لداندي بإجراء أكثر من 1000 عملية جراحية سنويًا (باستثناء تصوير البطين) وإنتاج 12 جراح أعصاب قادر على الاستمرار في اتباع نهج داندي. عُرفت خدمة داندي باسم «فريق الدماغ». بحلول عام 1940، تألف فريق الدماغ الخاص بداندي من مقيم، ومقيم مساعد، ومتدرب جراحي، وممرض جراحي بدوام كامل، وممرض تخدير بدوام كامل، وممرض جراحي مساعد، وممرضة جوالة، وممرض تخدير بدوام جزئي ومساعد منظم بدوام كامل وسكرتير داندي. قضى كل من المقيم والمقيم المساعد مدة سنتين (من أصل ثماني سنوات من إقامة الجراحة العامة) في فريق الدماغ. (شيرمان وآخرون 2006).